# Portenhagen
 (janvier 2024).
Portenhagen est un quartier de la commune de Dassel, dans le Land de Basse-Saxe.

## Histoire
Le 1er mars 1974, Portenhagen est incorporée à la ville de Dassel.